# Roelant Savery
Roelant Savery, o Roelandt Maertensz Saverij, o de Savery (Kortrijk, 1576 – 25 febbraio 1639), è stato un pittore fiammingo.

## Biografia
All'età di quattro anni Roelant dovette abbandonare i Paesi Bassi meridionali insieme alla sua famiglia, così come accadde per molti altri artisti; la famiglia anabattista Savery temeva infatti le persecuzioni ai danni dei protestanti, comandate da Filippo II di Spagna. Lasciatosi alle spalle il territorio occupato dagli spagnoli, viaggiò verso l'Olanda Settentrionale e si stabilì ad Haarlem attorno al 1585. Imparò a dipingere sotto la supervisione del fratello Jacob e di Hans Bol.
Dopo il suo apprendistato Savery viaggiò verso Praga nel 1604, dove divenne pittore di corte per l'imperatore Rodolfo II e per il successore Mattia, i quali resero la loro corte un importante centro dell'arte manierista. Tra il 1606 ed il 1608 raggiunse il Tirolo per compiere studi botanici, e prese come suo allievo Gillis d'Hondecoeter.
Nel 1616 Savery ritornò ad Amsterdam, nella Sint Antoniesbreestraat. Nel 1618 si stabilì ad Utrecht, dove l'anno successivo entrò a far parte della gilda locale degli artisti. Suo nipote Jan divenne allora il suo più importante allievo.

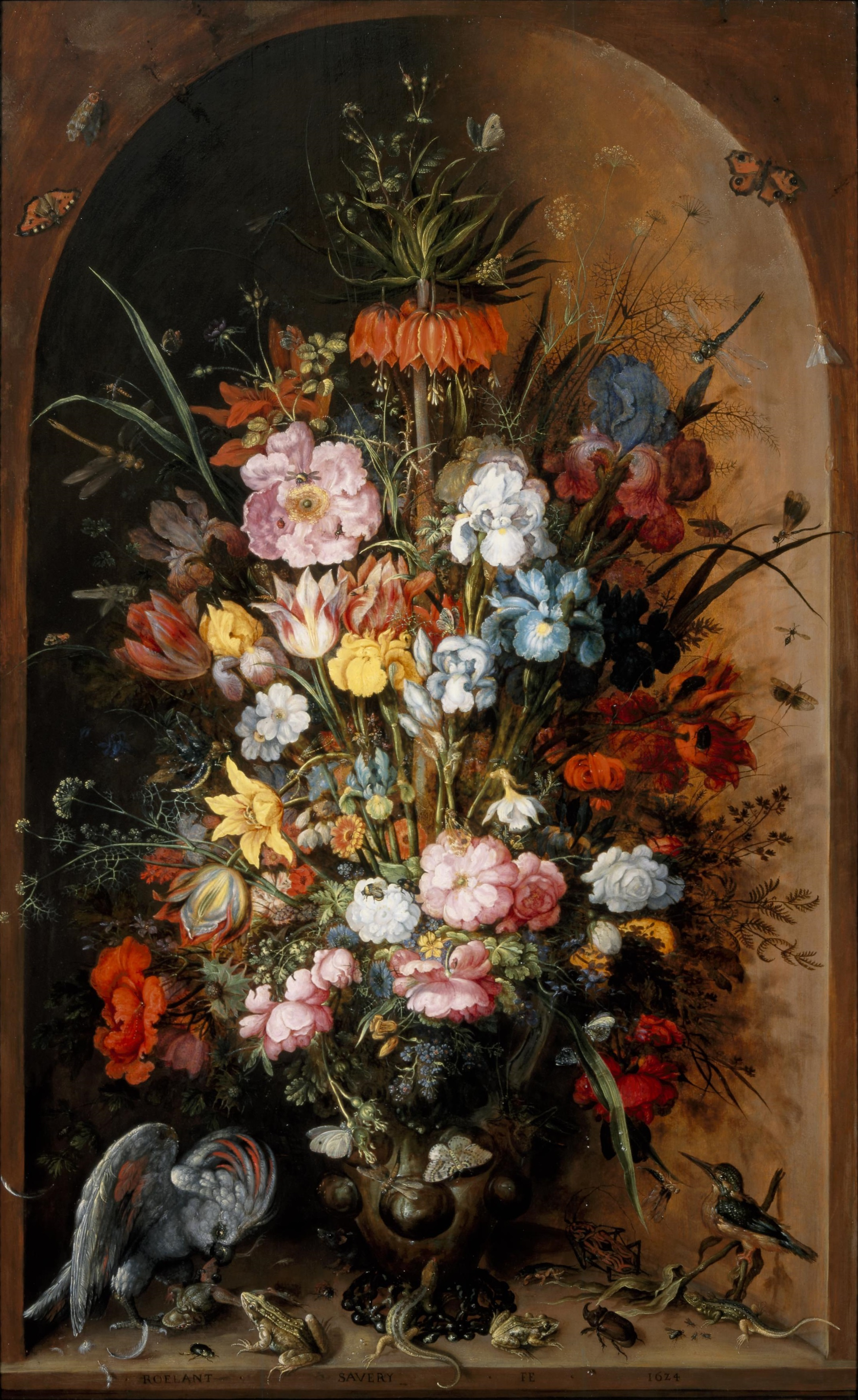
Natura morta, 1624. Si tratta del più vasto dipinto creato da Savery, nel quale sono presenti ben 44 specie animali e 63 tipi di fiori.

Nel 1621 comprò una grossa residenza nella Boterstraat di Utrecht; la casa possedeva un vasto giardino con fiori e piante, del quale numerosi colleghi di Savery, tra cui Adam Willaerts, erano frequenti visitatori. Savery mantenne la propria amicizia con pittori di nature morte quali Balthasar van der Ast e Ambrosius Bosschaert.
Nel corso degli anni venti del seicento divenne uno dei pittori più ricercati di Utrecht, ma in seguito la sua vita venne funestata da diversi problemi, in particolare da alcolismo. Anche se mantenne allievi fino agli anni '30, come Allaert van Everdingen e Roelant Roghman, nel 1638 cadde in bancarotta e morì un anno e mezzo dopo.

## Opere
Savery dipinse principalmente paesaggi seguendo la tradizione fiamminga di Gillis van Coninxloo, spesso impreziositi da animali e piante meticolosamente riprodotti, solitamente accompagnati da temi biblici o mitologici come sfondo. Dipinse inoltre moltissime nature morte floreali; bouquet posti in nicchie di pietra, a volte accompagnati da lucertole, insetti o petali caduti a terra. Sono considerati generalmente i suoi migliori lavori.
Il suo particolare stile pittorico, estremamente vicino al manierismo, risultò popolare tra i collezionisti ed oggi può essere ammirato in numerosi musei in Europa e Nord America. Anche i suoi disegni preparatori sono molto quotati.
Tra le sue opere più conosciute vi sono disegni del dodo, animale ad oggi estinto, dipinti nel 1626 e 1628. Suo nipote Jan Savery è altrettanto conosciuto per illustrazioni raffiguranti l'animale (in particolare un disegno del 1651 custodito al Museo di Storia Naturale dell'Università di Oxford), le quali furono probabilmente copiate dai lavori dello zio.